# 김하연 (2010년)
김하연(2010년 2월 6일 ~ )은 대한민국의 배우이다.

## 경력
- 2021년 제9회 서울구로국제어린이영화제 홍보대사

## 출연

### 방송

#### 드라마
- 2016년 MBC 심야 드라마 《마이 리틀 베이비》 - 차은애 역
- 2017년 KBS 2TV 월화 드라마 《쌈 마이웨이》 - 어린 백설희 역 (송하윤 아역)
- 2017년 MBC 수목 드라마 《20세기 소년소녀》 - 어린 사진진 역 (한예슬 아역)
- 2017년 tvN 단막극 《드라마 스테이지 - 소풍 가는 날》 - 은지 역
- 2018년 tvN 주말 드라마 《라이브》 - 슬기 역
- 2018년 SBS 월화 드라마 《여우각시별》 - 어린 한여름 역 (채수빈 아역)
- 2018년 SBS 주말 특별기획 《미스 마: 복수의 여신》 - 한유리 역
- 2020년 넷플릭스 오리지널 시리즈 《나 홀로 그대》 (웹 드라마) - 어린 소연 역 (고성희 아역)
- 2020년 KBS 2TV 수목 드라마 《출사표》 - 어린 구세라 역 (나나 아역)
- 2020년 KBS 1TV 일일 드라마 《누가 뭐래도》 - 정벼리 / 한벼리 역
- 2021년 TV조선 토일 드라마 《엉클》 - 예소담 역
- 2022년 KBS 1TV 일일 드라마 《으라차차 내 인생》- 김혜나 역

### 영화
- 2016년 《대배우》 - 유치원생 역
- 2017년 《용순》 - 어린 용순 역 (이수경 아역)
- 2017년 《채비》 - 미솔 역
- 2017년 《로마서 8:37》 - 나은 역
- 2018년 《더 펜션》 - 채은 역
- 2018년 《창궐》 - 공주 (소원세자 딸) 역
- 2019년 《82년생 김지영》 - 어린 김지영 역 (정유미 아역)
- 2020년 《소리꾼》 - 청이 역

## 수상 및 후보
| 연도 | 시상식                       | 부문               | 작품                 | 결과 |
| ---- | ---------------------------- | ------------------ | -------------------- | ---- |
| 2020 | KBS 연기대상                 | 여자 청소년 연기상 | 《누가 뭐래도》      | 후보 |
| 2021 | 제29회 대한민국 문화연예대상 | 영화부문 아역상    | 《82년생 김지영》    | 수상 |
| 2022 | 대한민국 아역연예대상        | 드라마부문 신인상  | 빈칸                 | 수상 |
| 2022 | KBS 연기대상                 | 여자 청소년 연기상 | 《으라차차 내 인생》 | 후보 |